# Lucia Bronzetti
Lucia Bronzetti (Rimini, 10 dicembre 1998) è una tennista italiana.
Ha vinto un torneo del circuito maggiore in singolare a Rabat nel 2023 e ha raggiunto la posizione numero 46 nella classifica WTA, suo best ranking, nell'aprile 2024.
Con la nazionale italiana ha vinto la Billie Jean King Cup 2024.

## Carriera

### 2013-2021: debutto da professionista e titoli ITF
Bronzetti gioca il suo primo torneo professionistico nel 2013, all'età di 14 anni, al torneo ITF $10.000 di Umago. Vince il primo torneo nel 2013, a Sion contro Karin Kennel. L'anno seguente vince il secondo titolo su 2 finali disputate, a Sharm el-Sheikh. Conquista il terzo e il quarto titolo, dopo ben 5 anni, nel 2021, nuovamente a Sharm el-Sheikh e a Le Havre. Nello stesso anno perde anche tre finali.
Nel doppio ha vinto il primo titolo nel 2018, in coppia con Anastasia Grymalska al torneo di Cordenons. Il secondo titolo arriva nel 2021 a Grado, vinto in coppia con Isabella Šinikova.

### 2021: debutto in WTA, quarti di finale a Losanna, Palermo e Portorose
Ha fatto il suo debutto in singolare nelle qualificazioni di un torneo WTA grazie ad una wild card per gli Internazionali d'Italia 2021, perdendo al primo turno delle qualificazioni da Polona Hercog. Nello stesso torneo, e sempre grazie ad una wild card, ha preso parte al torneo di doppio in coppia con la connazionale Nuria Brancaccio ma viene sconfitta da Cori Gauff e Veronika Kudermetova senza vincere un game. Riceve una wild card anche per le qualificazioni dell'Emilia Romagna Open 2021, dove supera al primo ostacolo la quinta testa di serie Wang Yafan, ma viene sconfitta nel turno successivo da Martina Di Giuseppe.
Nel luglio dello stesso anno supera le qualificazioni a Losanna battendo la svizzera In-Albon; al debutto nel tabellone principale di un torneo WTA, dopo aver superato per 6-1 6-0 la wild card svizzera Sugnaux, al secondo turno batte la russa Anna Blinkova per 6-1, 6-2 approdando ai quarti di finale del torneo dove viene sconfitta dalla numero uno del seeding e futura vincitrice del torneo Zidanšek in tre set.
Bissa i quarti di finale a Palermo dove, accreditata di una wild card, supera nettamente sia la numero 5 del torneo Tomova che la statunitense Min prima di cedere per 4-6, 5-7 contro la rumena Ruse. Grazie a questi due risultati entra per la prima volta tra le prime duecento del ranking WTA raggiungendo la posizione 174.
Debutta nelle qualificazioni di uno Slam a New York ma viene subito eliminata in tre set dalla greca Grammatikopoulou. Dopo aver perso al secondo turno del WTA 125 di Karlsruhe, torna a giocare in un torneo del circuito maggiore, a Portorose, dove accede al tabellone principale dopo aver superato nelle qualificazioni Stollár e Murray Sharan. Al primo turno supera con un doppio 6-3 la svedese Peterson, numero 7 del torneo e negli ottavi rimonta su Pera dal 6-2 subìto nel primo set,  chiudendo il match a suo favore dopo due ore e trenta di gioco. Raggiunge così per la terza volta in stagione un quarto di finale, dove incontra la numero 2 del tabellone Putinceva. Il match termina con un 6-3, 6-2 netto a favore della kazaka. Anche nel doppio raggiunge i quarti di finale in coppia con la slovena Nika Radišić.
A Nur-Sultan viene sconfitta al secondo turno di qualificazione da Hatouka, in tre set. A Mosca, invece, perde subito al primo turno di qualificazione contro Vera Lapko per 3-6, 1-6. A Courmayeur gioca direttamente nel main draw grazie ad una wild card, ma perde in due set (1-6, 3-6) contro Kateryna Kozlova. Anche nel doppio si ferma al primo turno, in coppia con Martina Caregaro. Gioca l'ultimo torneo dell'anno a Limoges (WTA 125), ma viene sconfitta al primo turno in tre set da Bucşa.
Chiude l'anno da 145ª del mondo.

### 2022: Prima finale WTA,best rankinge prima convocazione in nazionale.
Comincia il 2022 giocando le qualificazioni al torneo di Adelaide. Batte al primo turno Abbie Myers senza difficoltà, per 6-4, 6-1. Al secondo turno vince in rimonta contro Kateryna Bondarenko con il punteggio di 1-6, 7-6(3), 6-4, qualificandosi per il main draw. Al primo turno, però, cede alla testa di serie numero 6 Sofia Kenin che vince con un doppio 7-5. Fa il suo debutto alle qualificazioni dell'Australian Open e vince i primi due turni in due set contro Amandine Hesse e Valerija Savinyč. Gioca il match decisivo contro Nao Hibino e vince in rimonta per 4-6, 6-2, 6-1, ottenendo così la sua prima partecipazione ad un torneo Slam. Passa il primo turno rimontando contro la n.78 al mondo Varvara Gračëva e approda al secondo dove le viene inflitto un doppio 6-1 dalla numero 1 del mondo Ashleigh Barty. Partecipa al torneo di Guadalajara e dopo aver passato le qualificazioni vince al primo turno rimontando contro McNally per 6(5)-7, 6-3, 6-3. Si arrende al secondo turno contro la futura finalista del torneo Bouzková. Entra anche nel main draw del torneo di Monterrey come lucky loser, ma esce di scena al primo turno dopo aver perso da Zheng con il punteggio di 6-2, 6-3. Ad Indian Wells, invece, viene subito fermata al secondo turno di qualificazione da Dalma Gálfi. A Miami supera in rimonta il primo turno di qualificazione contro Lesley Pattinama Kerkhove per 4-6, 6-2, 6-3. Nel turno decisivo perde contro Qiang Wang, ma viene ripescata come lucky loser in seguito al ritiro di Sofia Kenin dal torneo. Al primo turno affronta Ajla Tomljanović e vince il match salvando un match point, rimontando con il punteggio di 4-6, 7-6(6), 6-2. La tennista ottiene quindi la vittoria all'esordio in un torneo WTA 1000 e la sua prima contro una top 50. Al secondo turno, batte Stefanie Vögele per 6-2, 6-1 e approda al terzo turno, ma il walkover di Anna Kalinskaja le permette di passare direttamente al quarto turno, dove ad attenderla c'è Dar'ja Saville che batte l'italiana in un match durato 3 ore per 5-7, 6-4, 7-5, salvando un match point. Successivamente viene convocata da Tathiana Garbin insieme a Camila Giorgi, Jasmine Paolini, Martina Trevisan ed Elisabetta Cocciaretto per disputare le qualificazioni alla fase finale della Billie Jean King Cup il 15 e 16 aprile.
Comincia la stagione sulla terra rossa, e la settimana successiva a Miami prende parte al torneo ITF $60,000 di Chiasso come testa di serie numero uno e si aggiudica il titolo rimontando in finale la svizzera Simona Waltert con lo score di 2-6, 6-3, 6-3. A Madrid si ferma al secondo turno di qualificazione contro Petra Martić. A Roma entra nel tabellone principale grazie ad una wildcard, ma esce subito al primo turno per mano di Camila Osorio che la sconfigge in due set (7–6(4), 6-3). La settimana seguente disputa il torneo di Rabat dove batte Kalinskaja, Burel e Párrizas Díaz approdando alla prima semifinale WTA in carriera, dove ad attenderla c'è Martina Trevisan che le infligge un doppio 6-3. In seguito al risultato ottenuto in Marocco, guadagna un nuovo best ranking salendo alla 72ª posizione. Partecipa per la prima volta agli Open di Francia, entrando direttamente nel tabellone principale, dove affronta la testa di serie nr. 13 Jeļena Ostapenko che si impone in due set con lo score di 6-1, 6-4.
La stagione su erba di Bronzetti inizia con la partecipazione al torneo 125 di Gaiba, dove esce di scena al secondo turno per mano di Harmony Tan. Anche a Bad Homburg, la settimana seguente, ottiene lo stesso risultato poiché al secondo turno viene sconfitta dalla giocatrice di casa Angelique Kerber con un netto 6-2, 6-3. Debutta anche a Wimbledon, dove perde contro Ann Li.
Dopo il primo turno a Losanna, prende parte agli Internazionali Femminili di Palermo dove riesce a raggiungere la prima finale WTA in carriera, battendo tra l'altro in rimonta l'ex numero 4 del mondo Caroline Garcia (3-6, 7-5, 6-3), nei quarti. L'atto conclusivo la vede sconfitta con un doppio 6-2 dalla rumena Begu.
Nella stagione sul cemento che precede lo US Open, Lucia prende parte al torneo WTA 125 di Vancouver, dove è la seconda testa di serie e senza lasciare alcun set raggiunge la finale, dove però inaspettatamente viene sconfitta dalla qualificata Valentini Grammatikopoulou per 2-6, 4-6. Partecipa anche allo US Open, ma si ritira al primo turno contro la padrona di casa Lauren Davis.
Chiude l'anno solare con il suo nuovo best ranking, raggiungendo la 54ª posizione.

### 2023: Partecipazione alla United Cup, primo titolo WTA, finale a Bad Homburg e terzo turno allo US Open
Inizia il 2023 rappresentando l'Italia nella prima edizione della United Cup, nuova competizione mista tra squadre nazionali disputatasi in Australia. In semifinale contro la Grecia riesce ad imporsi 6-2 6-3 contro Grammatikopoulou, siglando in questo modo il punto decisivo che permette all'Italia di approdare in finale. Nell'ultimo atto tuttavia, in cui la compagine italiana viene battuta nettamente dagli Stati Uniti, viene sconfitta 6-3 6-2 da Madison Keys. Ciononostante riesce a conquistare un ulteriore best ranking, approdando in 50ª posizione.
Dopo tale competizione inizia, tuttavia, un lungo periodo negativo, contrassegnato da varie eliminazioni al primo turno (Australian Open compreso) che la portano ad uscire dalle prime 100 del ranking WTA. Dopo aver raggiunto le semifinali del Firenze Ladies Open (venendo battuta dalla connazionale Paolini) Bronzetti partecipa al torneo di Rabat, in cui elimina Rebecca Peterson, Tatjana Maria, Alycia Parks e Sloane Stephens prima di sconfiggere 6-4 5-7 7-5 l'austriaca Julia Grabher in finale: conquista così il suo primo torneo WTA 250, alla seconda finale disputata. Al Roland Garros si arrende al primo turno contro la top 10 Ons Jabeur, mentre due settimane dopo viene sconfitta a sorpresa al secondo turno dell'ITF $ 60.000 di Roma dalla connazionale n°444 del mondo Anna Turati. In preparazione al terzo Slam dell'anno prende parte al torneo su erba di Bad Homburg e raggiunge la finale battendo nell'ordine Julia Grabher (6-4, 6-1), Mayar Sherif (1-6, 7-6(2), 6-3) e Varvara Gračëva (6-4, 6-3); approfittando poi del walkover della n°1 Iga Świątek in semifinale. Nell'atto conclusivo si arrende a Kateřina Siniaková che si aggiudica il titolo con lo score di 6-2, 7-6(5). Chiude la stagione sull'erba a Wimbledon, dove cede subito alla romena Cristian.
A Palermo e Losanna esce di scena al primo turno. Sul cemento americano, si ferma al primo round a Montréal (contro Bencic) mentre non passa le qualificazioni per il main draw di Cincinnati. Nel WTA '125' di Chicago, la tennista di Rimini si spinge fino alla semifinale, dove si arrende a Tomova. Successivamente, prende parte allo US Open: al primo turno, sconfigge la n°12 del mondo Barbora Krejčíková con lo score di 6-4 7-6(3), centrando la prima vittoria in carriera su una top-20. Al secondo turno, regola la tedesca Lys per 6-3 6-2, qualificandosi per il suo primo terzo turno in uno slam. Nella circostanza, l'italiana cede il passo alla testa di serie n°23 Zheng, con il punteggio di 3-6 6-4 4-6, non sfruttando un vantaggio di 4-2 nel set decisivo.
Successivamente, Lucia raggiunge i quarti a Guangzhou, dove si arrende a Greet Minnen in tre set, a Ningbo, eliminando Teichmann e Baindl prima di perdere da Fruhvirtová, e Monastir dove, battute Kučová ed Errani, viene sconfitta nel secondo derby dalla futura finalista del torneo Jasmine Paolini, chiudendo la stagione alla posizione 64 del ranking WTA.

### 2024: vittoria in Billie Jean King Cup
Apre la stagione a Brisbane dove supera al debutto l'americana Krueger prima di essere superata dalla numero due del mondo Sabalenka per 6-0, 6-3. In seguito viene eliminata al primo turno sia a Hobart che agli Australian Open, dove viene superata in rimonta da Curenko dopo oltre due ore e mezzo di gioco. A Linz, batte all'esordio l'ex n°1 del mondo Angelique Kerber (6-1 6-3) per poi cedere ad Elise Mertens. Ad Abu Dhabi, da lucky loser, viene sconfitta all'esordio da Anhelina Kalinina. A Doha si ferma al primo turno delle qualificazioni mentre a Dubai entra nuovamente nel main-draw da lucky loser: al primo turno, si impone sulla n°13 del mondo Dar'ja Kasatkina in quasi tre ore di gioco (7-6 4-6 7-5); al secondo round, soccombe a Potapova. A Indian Wells, vince due partite contro Fręch e Kalinina, prima di cedere alla top-5 Coco Gauff. Grazie a questo risultato, rientra in top-50. Su terra, ottiene come miglior risultato i quarti di finale a Rabat, dove è campionessa in carica, arrendendosi a Peyton Stearns in tre set. Su erba esce al primo turno in tutti i tornei disputati, compreso quello di Bad Homburg in cui difendeva la finale; a Contrexeville, Bronzetti vince il suo primo titolo di livello WTA 125, battendo in finale Mayar Sherif per 6-4, 6(4)-7, 7-5. Dopo una sconfitta al secondo turno a Palermo e al primo turno del torneo olimpico di Parigi contro il futuro argento Vekić, sul cemento americano raccoglie al massimo il secondo turno allo US Open, dove cede alla futura campionessa Aryna Sabalenka (3-6 1-6). Figura bene a Monastir, dove coglie la prima semifinale annuale di livello '250', eliminando Gálfi, Li e Ružić. Nel match valevole per la finale, soccombe a Rebecca Šramková. A Guangzhou, coglie un'altra semifinale, dove perde al tie-break del terzo set contro l'americana Dolehide.
Convocata per le Finals della Billie Jean King a Malaga, dopo essere rimasta in panchina nei quarti di finale contro il Giappone, viene prima schierata come singolarista in semifinale contro la Polonia, dove ottiene una vittoria cruciale contro Magda Linette per 6-4 7-6, e poi in finale il 20 novembre contro la Slovacchia, dove battendo Viktória Hrunčáková 6-2 6-4 contribuisce alla vittoria finale per 2-0 dell'Italia, laureandosi quindi campionessa del mondo.
Termina l'anno al n°78 del mondo.

### 2025: quarta finale WTA, finale alla Hopman Cup
Dopo due sconfitte all'esordio ad Auckland e Hobart, Bronzetti batte al primo turno dell'Australian Open l'ex campionessa del torneo e n°1 del mondo Viktoryja Azaranka per 6-2 7-6(2). Nel match successivo, si arrende a Jaqueline Cristian. Al Transylvania Open, la tennista di Rimini ottiene la sua quarta finale nel circuito maggiore, la prima sul cemento, superando la rientrante Halep, e le teste di serie Stearns, Cocciaretto e Siniaková. Nel match valevole per il titolo, viene sconfitta dalla n°1 del seeding Anastasija Potapova con il punteggio di 6-4, 1-6, 2-6.
Insieme a Flavio Cobolli, porta l'Italia alla prima finale della Hopman Cup contro il Canada, perdendo l'incontro decisivo del doppio misto contro la coppia Bianca Andreescu/Felix Auger-Aliassime con il punteggio di 6-3, 6-3, che vale il 2-1 finale per i canadesi.

## Statistiche WTA

### Singolare

#### Vittorie (1)
| Legenda              |
| -------------------- |
| Grande Slam (0)      |
| Ori Olimpici (0)     |
| WTA Finals (0)       |
| WTA Elite Trophy (0) |
| Dal 2021             |
| WTA 1000 (0)         |
| WTA 500 (0)          |
| WTA 250 (1)          |

| N. | Data           | Torneo              | Superficie  | Avversaria in finale | Punteggio     |
| 1. | 27 maggio 2023 | Marocco Open, Rabat | Terra rossa | Julia Grabher        | 6-4, 5-7, 7-5 |

#### Sconfitte (3)
| Legenda              |
| -------------------- |
| Grande Slam (0)      |
| Argenti Olimpici (0) |
| WTA Finals (0)       |
| WTA Elite Trophy (0) |
| Dal 2021             |
| WTA 1000 (0)         |
| WTA 500 (0)          |
| WTA 250 (3)          |

| N. | Data            | Torneo                         | Superficie  | Avversaria in finale | Punteggio     |
| 1. | 24 luglio 2022  | Palermo Ladies Open, Palermo   | Terra rossa | Irina-Camelia Begu   | 2–6, 2–6      |
| 2. | 1º luglio 2023  | Bad Homburg Open, Bad Homburg  | Erba        | Kateřina Siniaková   | 2–6, 6(5)–7   |
| 3. | 9 febbraio 2025 | Transylvania Open, Cluj-Napoca | Cemento (i) | Anastasija Potapova  | 6-4, 1-6, 2-6 |

## Circuito WTA 125

### Singolare

#### Vittorie (1)
| N. | Data           | Torneo                           | Superficie  | Avversaria in finale | Punteggio        |
| 1. | 14 luglio 2024 | Grand Est Open 88, Contrexéville | Terra rossa | Mayar Sherif         | 6-4, 6(4)-7, 7-5 |

#### Sconfitte (1)
| N. | Data           | Torneo                    | Superficie | Avversaria in finale       | Punteggio |
| 1. | 21 agosto 2022 | Vancouver Open, Vancouver | Cemento    | Valentini Grammatikopoulou | 2–6, 4–6  |

## Statistiche ITF

### Singolare

#### Vittorie (5)
| Torneo $100.000 (0) |
| Torneo $80.000 (0)  |
| Torneo $75.000 (0)  |
| Torneo $60.000 (1)  |
| Torneo $50.000 (0)  |
| Torneo $40.000 (0)  |
| Torneo $25.000 (0)  |
| Torneo $15.000 (3)  |
| Torneo $10.000 (1)  |

| N. | Data             | Torneo                                            | Superficie      | Avversaria in finale | Punteggio     |
| 1. | 4 settembre 2016 | Elixim Women's Future, Sion                       | Terra rossa     | Karin Kennel         | 6-3, 7-6(5)   |
| 2. | 12 novembre 2017 | Soho Square Egypt Women's Future, Sharm el-Sheikh | Cemento         | Julia Wachaczyk      | 6-1, 6-2      |
| 3. | 14 febbraio 2021 | Soho Square Egypt, Sharm el-Sheikh                | Cemento         | Nefisa Berberović    | 7-6(4), 6-0   |
| 4. | 28 marzo 2021    | Open du Havre, Le Havre                           | Terra rossa (i) | Sara Cakarevic       | 6-3, 6-1      |
| 5. | 24 aprile 2022   | Chiasso Open, Chiasso                             | Terra rossa     | Simona Waltert       | 2-6, 6-3, 6-3 |

#### Sconfitte (4)
| Torneo $100.000 (0) |
| Torneo $80.000 (0)  |
| Torneo $75.000 (0)  |
| Torneo $60.000 (2)  |
| Torneo $50.000 (0)  |
| Torneo $40.000 (0)  |
| Torneo $25.000 (2)  |
| Torneo $15.000 (0)  |
| Torneo $10.000 (0)  |

| N. | Data           | Torneo                                    | Superficie  | Avversaria in finale | Punteggio     |
| 1. | 11 aprile 2021 | Bellinzona Ladies Open, Bellinzona        | Terra rossa | Julia Grabher        | 2-6, 3-6      |
| 2. | 19 giugno 2021 | Swedish Ladies, Jönköping                 | Terra rossa | Dar'ja Astachova     | 6–3, 3–6, 5–7 |
| 3. | 11 luglio 2021 | Trofeo Mabo, Torino                       | Terra rossa | Diane Parry          | 4-6, 2-6      |
| 4. | 1º aprile 2023 | Open 3C Seine-et-Marne, Croissy-Beaubourg | Cemento (i) | Jodie Burrage        | 6-3, 4-6, 0-6 |

### Doppio

#### Vittorie (2)
| Torneo $100.000 (0) |
| Torneo $80.000 (0)  |
| Torneo $75.000 (0)  |
| Torneo $60.000 (0)  |
| Torneo $50.000 (0)  |
| Torneo $40.000 (0)  |
| Torneo $25.000 (1)  |
| Torneo $15.000 (1)  |
| Torneo $10.000 (0)  |

| N. | Data            | Torneo                                                | Superficie      | Compagna            | Avversarie in finale                | Punteggio        |
| 1. | 9 novembre 2018 | Friuli Venezia Giulia Tennis Cup, Cordenons           | Terra rossa (i) | Anastasia Grymalska | Verena Hofer Maria Vittoria Viviani | 7-5, 7-5         |
| 2. | 4 giugno 2021   | Torneo Internazionale Femminile Città di Grado, Grado | Terra rossa     | Isabella Šinikova   | Federica Di Sarra Camilla Rosatello | 6-4, 2-6, [10-8] |

#### Sconfitte (2)
| Torneo $100.000 (0) |
| Torneo $80.000 (0)  |
| Torneo $75.000 (0)  |
| Torneo $60.000 (0)  |
| Torneo $50.000 (0)  |
| Torneo $40.000 (0)  |
| Torneo $25.000 (1)  |
| Torneo $15.000 (1)  |
| Torneo $10.000 (0)  |

| N. | Data             | Torneo                              | Superficie      | Compagna           | Avversarie in finale                     | Punteggio        |
| 1. | 15 dicembre 2017 | Acqua Dolomia Tennis Cup, Cordenons | Terra rossa (i) | Ljudmila Samsonova | Federica Di Sarra Michele Alexandra Zmău | 2–6, 6–1, [8–10] |
| 2. | 10 luglio 2021   | Trofeo Mabo, Torino                 | Terra rossa     | Aurora Zantedeschi | Federica Di Sarra Camilla Rosatello      | 2-6, 2-6         |

## Billie Jean King Cup

### Vittorie (1)
| N. | Data             | Torneo                       | Superficie  | Compagne                                                            | Avversarie in finale                                                                               | Punteggio |
| 1. | 20 novembre 2024 | Billie Jean King Cup, Malaga | Cemento (i) | Elisabetta Cocciaretto Sara Errani Jasmine Paolini Martina Trevisan | Viktória Hrunčáková Renáta Jamrichová Tereza Mihalíková Anna Karolína Schmiedlová Rebecca Šramková | 2-0       |

#### Sconfitte (1)
| N. | Data             | Torneo                         | Superficie  | Compagne                                                                   | Avversarie in finale                                                                | Punteggio |
| 1. | 12 novembre 2023 | Billie Jean King Cup, Siviglia | Cemento (i) | Jasmine Paolini Martina Trevisan Elisabetta Cocciaretto Lucrezia Stefanini | Leylah Fernandez Rebecca Marino Eugenie Bouchard Marina Stakusic Gabriela Dabrowski | 0-2       |

## United Cup

### Sconfitte (1)
| N. | Data           | Torneo             | Superficie | Compagni                                                                                               | Avversari in finale                                                                                            | Punteggio |
| 1. | 8 gennaio 2023 | United Cup, Sydney | Cemento    | Martina Trevisan Camilla Rosatello Matteo Berrettini Lorenzo Musetti Andrea Vavassori Marco Bortolotti | Jessica Pegula Madison Keys Alycia Parks Desirae Krawczyk Taylor Fritz Frances Tiafoe Denis Kudla Hunter Reese | 0-4       |

## Competizioni a squadre

### Sconfitte (1)
| N. | Data           | Torneo           | Superficie | Compagno       | Avversari in finale                    | Punteggio |
| 1. | 20 luglio 2025 | Hopman Cup, Bari | Cemento    | Flavio Cobolli | Bianca Andreescu Félix Auger-Aliassime | 1–2       |

## Risultati in progressione
| V | F | SF | QF | #T | RR | Q# | A | Z# | PO | O | F-A | SF-B | ND |

(V) Torneo vinto; raggiunto (F) finale, (SF) semifinale, (QF) quarti di finale, (#T) turni 4, 3, 2, 1; (RR) round - robin; (Q#) Turno di qualificazione; (A) assente dal torneo; (Z#) Zona gruppo Coppa Davis/Fed Cup (con indicazione numero); (PO) play-off Coppa Davis o Fed Cup; vinto un (O) oro, (F-A) argento o (SF-B) bronzo ai Giochi Olimpici; (ND) torneo non disputato.

Statistiche aggiornate al Tennis in the Land 2025.
| Torneo                     | 2021          | 2022          | 2023          | 2024          | 2025          | Titoli      | V-S         | V%          |
| Slam                       |               |               |               |               |               |             |             |             |
| Australian Open            | A             | 2T            | 1T            | 1T            | 2T            | 0 / 4       | 2–4         | 33%         |
| Roland Garros              | A             | 1T            | 1T            | 1T            | 1T            | 0 / 4       | 0–4         | 0%          |
| Wimbledon                  | A             | 1T            | 1T            | 1T            | 2T            | 0 / 4       | 1–4         | 20%         |
| US Open                    | Q1            | 1T            | 3T            | 2T            |               | 0 / 4       | 3–3         | 50%         |
| Vittorie-Sconfitte         | 0–0           | 1–4           | 2–4           | 1–4           | 2–3           | 0 / 15      | 6–15        | 29%         |
| Nazionale                  |               |               |               |               |               |             |             |             |
| Giochi Olimpici            | Non disputati | Non disputati | Non disputati | 1T            | ND            | 0 / 1       | 0–1         | 0%          |
| Billie Jean King Cup       | A             | RR            | F             | V             |               | 1 / 3       | 2–0         | 100%        |
| United Cup                 | Non disputata | Non disputata | F             | A             | A             | 0 / 1       | 3–2         | 60%         |
| Vittorie-Sconfitte         | -             | -             | 3–2           | 2–1           | -             | 1 / 5       | 5–5         | 50%         |
| WTA 1000                   |               |               |               |               |               |             |             |             |
| Doha                       | 500           | A             | 500           | Q1            | A             | 0 / 0       | 0-0         | –           |
| Dubai                      | A             | 500           | A             | 2T            | 1T            | 0 / 2       | 1-2         | 33%         |
| Indian Wells               | A             | Q2            | 1T            | 3T            | 3T            | 0 / 3       | 4–3         | 57%         |
| Miami                      | A             | 4T            | 1T            | 1T            | 2T            | 0 / 4       | 4-4         | 50%         |
| Madrid                     | A             | Q2            | 1T            | 2T            | 2T            | 0 / 3       | 2–3         | 40%         |
| Roma                       | Q1            | 1T            | 1T            | 1T            | 2T            | 0 / 4       | 1–4         | 20%         |
| Montréal/Toronto           | A             | A             | 1T            | A             | 2T            | 0 / 2       | 1–2         | 33%         |
| Cincinnati                 | A             | A             | Q1            | 1T            | 4T            | 0 / 2       | 3–2         | 60%         |
| Wuhan                      | Non disputato | Non disputato | Non disputato | 2T            |               | 0 / 1       | 1–1         | 50%         |
| Pechino                    | Non disputato | Non disputato | Q2            | 1T            |               | 0 / 1       | 0–1         | 0%          |
| Vittorie-Sconfitte         | 0–0           | 3-2           | 0-5           | 5–8           | 9–7           | 0 / 22      | 17–22       | 44%         |
| WTA 500                    |               |               |               |               |               |             |             |             |
| Adelaide                   | A             | 1T            | A             | A             | A             | 0 / 1       | 0–1         | 0%          |
| Brisbane                   | Non disputato | Non disputato | Non disputato | 2T            | A             | 0 / 1       | 1–1         | 50%         |
| Linz                       | 250           | ND            | 250           | 2T            | 1T            | 0 / 2       | 1–2         | 33%         |
| Abu Dhabi                  | A             | ND            | A             | 1T            | A             | 0 / 1       | 0–1         | 0%          |
| Charleston                 | A             | A             | A             | A             | 1T            | 0 / 1       | 0–1         | 0%          |
| Bad Homburg                | 250           | 250           | 250           | 1T            | A             | 0 / 1       | 0–1         | 0%          |
| Zhengzhou                  | Non disputato | Non disputato | 2T            | Non disputato | Non disputato | 0 / 1       | 1–1         | 50%         |
| Vittorie-Sconfitte         | 0–0           | 0–1           | 1–1           | 2–4           | 0–2           | 0 / 8       | 3–8         | 27%         |
| ATP Tour 250               |               |               |               |               |               |             |             |             |
| Auckland                   | Non disputato | Non disputato | A             | A             | 1T            | 0 / 1       | 0–1         | 0%          |
| Hobart                     | Non disputato | Non disputato | 1T            | 1T            | 1T            | 0 / 3       | 0–3         | 0%          |
| Cluj-Napoca                | A             | 1T            | A             | A             | F             | 0 / 2       | 4–2         | 67%         |
| Austin                     | Non disputato | Non disputato | Non disputato | 1T            | A             | 0 / 1       | 0–1         | 0%          |
| Rouen                      | ND            | 125           | 125           | A             | 1T            | 0 / 1       | 0–1         | 0%          |
| Rabat                      | ND            | SF            | V             | QF            | 1T            | 1 / 4       | 10–3        | 77%         |
| Bad Homburg                | A             | 2T            | F             | 500           | 500           | 0 / 2       | 4–2         | 67%         |
| Birmingham                 | A             | A             | A             | 2T            | 125           | 0 / 1       | 1–1         | 50%         |
| Eastbourne                 | A             | A             | A             | A             | 1T            | 0 / 1       | 0–1         | 0%          |
| Nottingham                 | A             | A             | A             | A             | 1T            | 0 / 1       | 0–1         | 0%          |
| Palermo                    | QF            | F             | 1T            | 2T            | 125           | 0 / 4       | 7-4         | 64%         |
| Courmayeur                 | 1T            | Non disputato | Non disputato | Non disputato | Non disputato | 0 / 1       | 0–1         | 0%          |
| Cleveland                  | A             | A             | A             | A             | 1T            | 0 / 1       | 0–1         | 0%          |
| Guadalajara                | A             | 2T            | ND            | 125           | 125           | 0 / 1       | 1–1         | 50%         |
| Monterrey                  | A             | 1T            | 1T            | 500           | 500           | 0 / 2       | 0–2         | 0%          |
| Linz                       | A             | ND            | 1T            | 500           | 500           | 0 / 1       | 0–1         | 0%          |
| Losanna                    | QF            | 1T            | 1T            | Non disputato | Non disputato | 0 / 3       | 2–3         | 40%         |
| Monastir                   | ND            | A             | QF            | SF            | ND            | 0 / 2       | 5–2         | 71%         |
| Ningbo                     | Non disputato | Non disputato | QF            | 500           | 500           | 0 / 1       | 2–1         | 67%         |
| Osaka                      | Non disputato | Non disputato | A             | 2T            |               | 0 / 1       | 1–1         | 50%         |
| Guangzhou                  | Non disputato | Non disputato | QF            | SF            |               | 0 / 2       | 5–2         | 71%         |
| Jiujiang                   | Non disputato | Non disputato | A             | 1T            |               | 0 / 1       | 0–1         | 0%          |
| Vittorie-Sconfitte         | 4-3           | 9–7           | 15–9          | 11–9          | 4–8           | 1 / 37      | 43–36       | 54%         |
| Statistiche carriera       |               |               |               |               |               |             |             |             |
|                            | 2021          | 2022          | 2023          | 2024          | 2025          | Titoli      | V–S         | V%          |
| Tornei ATP disputati       | 3             | 14            | 20            | 25            | 20            | 82          | 82          | 82          |
| Finali                     | 0             | 1             | 4             | 0             | 1             | 6           | 6           | 6           |
| Tornei ATP vinti           | 0             | 0             | 1             | 0             | 0             | 1           | 1           | 1           |
| Statistiche per superficie |               |               |               |               |               |             |             |             |
| Cemento                    | 2–2           | 5–8           | 9–13          | 14–18         | 12–11         | 0 / 52      | 42–52       | 45%         |
| Terra                      | 2–1           | 7–4           | 5–4           | 4–5           | 2–5           | 1 / 20      | 20–19       | 51%         |
| Erba                       | –             | 1–2           | 4–2           | 1–3           | 1–4           | 0 / 11      | 7–11        | 39%         |
| Vittorie-Sconfitte         | 4-3           | 13–14         | 18–19         | 19–26         | 15–20         | 69–82       | 69–82       | 69–82       |
| Vittorie (%)               | 57%           | 48%           | 49%           | 42%           | 43%           | 46%         | 46%         | 46%         |
| Ranking                    | 145           | 56            | 64            | 78            |               | 2 982 927 $ | 2 982 927 $ | 2 982 927 $ |

*I walkover ricevuti durante i tornei disputati non contano come vittorie.